# San Valentino in Abruzzo Citeriore
San Valentino in Abruzzo Citeriore – miejscowość i gmina we Włoszech, w regionie Abruzja, w prowincji Pescara.
Według danych na rok 2004 gminę zamieszkiwało 1959 osób, 122,4 os./km².